# John B. Cobb

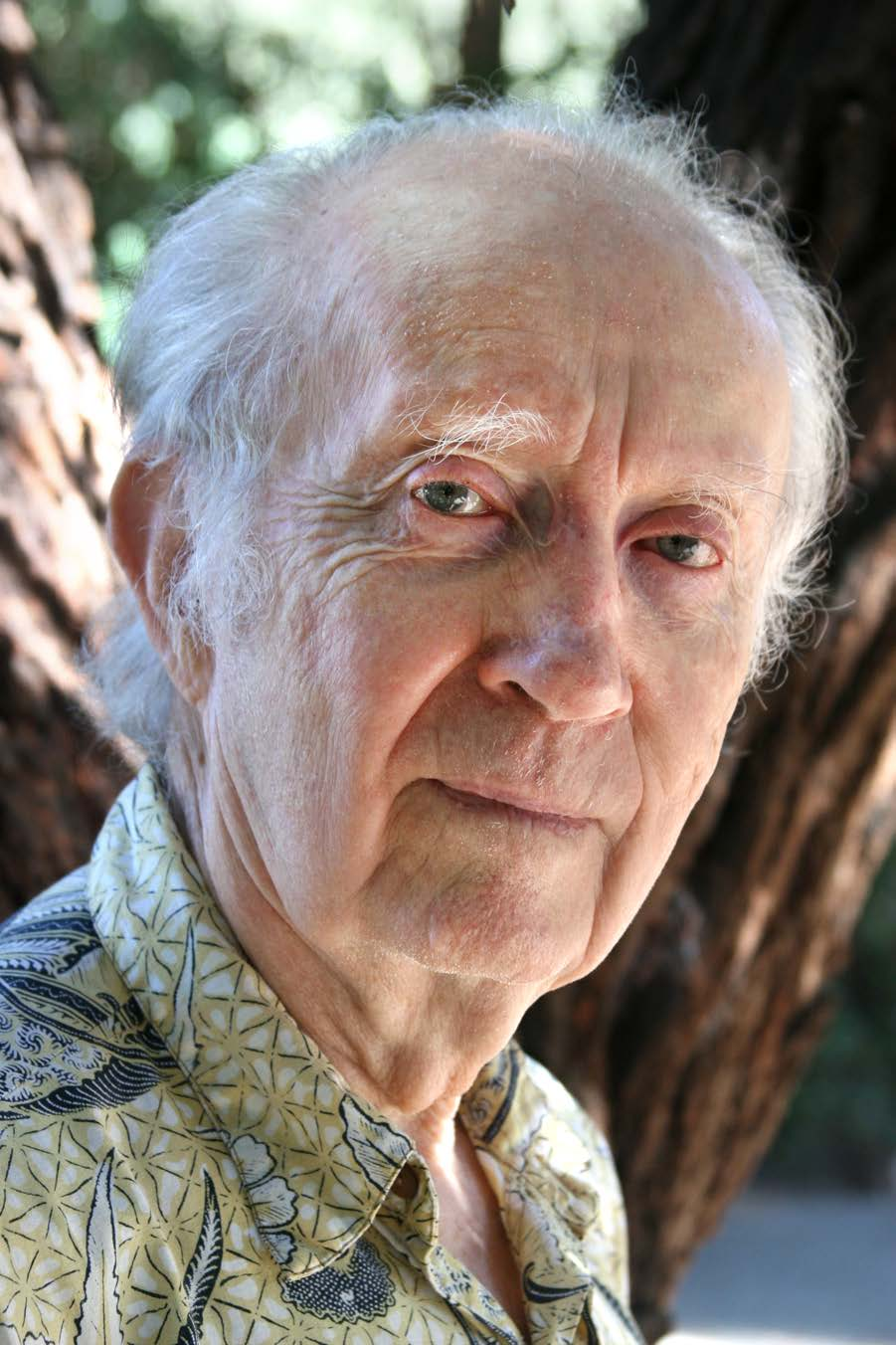
John B. Cobb (2013)

John Boswell Cobb (* 9. Februar 1925 in Kōbe, Japan; † 26. Dezember 2024) war ein evangelisch-methodistischer Theologe und Vertreter der Prozesstheologie.

## Leben
Cobb war das jüngste von drei Kindern von methodistischen Missionaren, die von 1919 bis 1965, mit Ausnahme des Zweiten Weltkrieges, in Japan tätig waren. Nach dem Besuch der Canadian Academy in Kōbe 1938 bis 1939 zog die Familie in den US-Bundesstaat Georgia, wo er von 1939 bis 1941 zur Newnan High School ging sowie im Anschluss das Junior College Emory-at-Oxford in Oxford, Georgia, besuchte. Im Jahr 1944 begann er ein Studium an der University of Michigan, ging jedoch im selben Jahr noch zum Militärdienst. Von 1947 bis 1950 studierte er an der University of Chicago unter anderem bei Charles Hartshorne, bei dem er insbesondere die Philosophie und Metaphysik von Alfred North Whitehead kennenlernte. Cobb erwarb seinen MA im Jahr 1949 und seinen PhD im Jahr 1952. Nach dem Abschluss unterrichtete er von 1950 bis 1953 am Young Harris College, Georgia, und anschließend bis 1958 an der Candler School of Theology der Emory University. An der Claremont School of Theology blieb er bis zu seiner Emeritierung im Jahr 1990, wo er die Ingraham-Professur der Theologie und Avery-Professur der Claremont Graduate University innehatte.
Gastprofessuren nahm er wahr unter anderem an der Universität Mainz (1965–1966), Rikkyō-Universität, Tokyo (1978), Chicago Divinity School (1980) und der Harvard Divinity School (1987). Von der Universität Mainz erhielt er 1968 die Ehrendoktorwürde.
Für das gemeinsam mit dem Ökonomen Herman Daly verfasste Buch For the Common Good (1989; 2. Aufl. 1994) erhielt er 1992 den Grawemeyer Award für Ideen zu einer besseren Weltordnung. 2014 wurde er in die American Academy of Arts and Sciences gewählt.

## Lehre
Cobb beschrieb drei Wege seines Zugangs zur christlichen Theologie:
- Verknüpfung des Christentums mit der Kosmologie Whiteheads, wobei ihm besonders Pluralität und Offenheit am Herzen liegen.
- Angeregt durch seinen Sohn die Befassung mit ökologischen Fragen aus der Sicht der Whitehead'schen Philosophie.
- Die Bindung der Theologie an den Dienst in der Kirche als der Trägerin des christlichen Glaubens.

Cobb war an der Entwicklung des Index der nachhaltigen wirtschaftlichen Wohlfahrt beteiligt.
Nach Wolfhart Pannenberg unternahm Cobb in God and the World (1969) den bedeutendsten Versuch, „Whiteheads philosophische Theologie mit dem christlichen Schöpfungsglauben zu versöhnen“.

## Privates
Cobb war mit Jean L. Cobb verheiratet, sie haben vier Söhne.

## Schriften
- Varieties of Protestantism, 1960.
- Living options in Protestant Theology, 1962.
- A Christian Natural Theology, 1965.
- The Structure of Christian Existence, 1967; dt. Die christliche Existenz. Eine vergleichende Studie der Existenzstrukturen in verschiedenen Religionen. Claudius, München 1970.
- God and the World, 1969; dt. Christlicher Glaube nach dem Tode Gottes. Gegenwärtiges Weltverständnis im Licht der Theologie. Claudius, München 1971, ISBN 3-532-71201-6.
- Is It Too Late? A Theology of Ecology, 1971 (überarbeitete Neuauflage 1995); dt. Der Preis des Fortschritts. Umweltschutz als Problem der Sozialethik. Claudius, München 1972, ISBN 3-532-61805-2.
- Liberal Theology at the Crossroads, 1973.
- Christ in a Pluralistic Age, 1975.
- mit David Griffin, Process Theology: An Introductory Exposition, 1976; dt. Prozess-Theologie. Eine einführende Darstellung. Vandenhoeck und Ruprecht, Göttingen 1979, ISBN 3-525-56320-5.
- Theology and Pastoral Care, 1977.
- mit Charles Birch, The Liberation of Life. From Cell to the Community, 1981
- Process Theology as Political Theology, 1982.
- Beyond Dialogue: Toward a Mutual Transformation of Christianity and Buddhism, 1982.
- mit David Tracy: Talking About God, 1983.
- Praying for Jennifer, 1985.
- mit Joseph Hough: Christian Identity and Theological Education, 1985.
- mit Beardslee, Lull, Pregeant, Weeden, und Woodbridge: Biblical Preaching on the Death of Jesus, 1989.
- mit Herman Daly, For the Common Good: Redirecting the Economy Toward Community, Environment, and a Sustainable Future, 1989. (überarbeitete Auflage 1994)
- Doubting Thomas, 1990.
- mit Leonard Swidler, Paul Knitter, and Monika Helwig: Death or Dialogue, 1990.
- Matters of Life and Death, 1991.
- Can Christ Become Good News Again?, 1991.
- Sustainability, 1992.
- Becoming a Thinking Christian, 1993.
- Lay Theology, 1994.
- Sustaining the Common Good, 1994.
- Grace and Responsibility, 1995.
- Reclaiming the Church, 1997.
- The Earthist Challenge to Economism, 1999.
- Transforming Christianity and the World, 1999.
- Postmodernism and Public Policy: Reframing Religion, Culture, Education, Sexuality, Class, Race, Politics, and the Economy, 2001.
- The Process Perspective: Frequently Asked Questions about Process Theology, 2003.
- The Emptying God: A Buddhist-Jewish-Christian Conversation, 2005.
- mit Kevin Barrett and Sandra Lubarsky, 9/11 & American Empire: Christians, Jews, and Muslims Speak Out, 2006.